# Chlamydatus pullus
Chlamydatus pullus ist eine Wanzenart aus der Familie der Weichwanzen (Miridae).

## Merkmale
Die Wanzen werden 2,0 bis 2,7 Millimeter lang. Arten der Gattung Chlamydatus sind fast komplett schwarz gefärbt und haben ziemlich breite Schenkel (Femora) an den Hinterbeinen. Sie sehen den Arten der Gattung Halticus ähnlich, haben jedoch längere Fühler, die mehr als körperlang sind. Das zweite Fühlerglied ist kürzer als der Kopf breit ist. Bei Chlamydatus pullus sind die Hemielytren komplett schwarz und die Härchen an den Schienen (Tibien) der Hinterbeine entspringen aus schwarzen Punkten. Die Fühlerspitze und große Teile der Beine sind gelblich. Die Flügel der Imagines beider Geschlechter sind voll entwickelt (makropter) oder leicht verkürzt (brachypter).

## Vorkommen und Lebensraum
Die Art ist in der gesamten Paläarktis verbreitet und wurde durch den Menschen auch in den Vereinigten Staaten und Kanada eingeschleppt. In Deutschland und Österreich ist sie weit verbreitet und häufig.
Besiedelt werden trockene bis mäßig feuchte, mit Gras bewachsene und offene Lebensräume, wobei man sie aber anders als Chlamydatus pulicarius auch an trockeneren, wenig bewachsenen sandigen Flächen wie etwa in dünenartigen Lebensräumen findet.

## Lebensweise
Die Wanze lebt vermutlich wie auch Chlamydatus pulicarius, mit welcher sie gemeinsam auftreten kann, polyphag. Sie bevorzugen aber offenbar Korbblütler (Asteraceae) und Hülsenfrüchtler (Fabaceae). Die Eiablage an Weiß-Klee (Trifolium repens) ist ebenso dokumentiert. Die Wanzen und besonders die Nymphen leben überwiegend am Boden. Nur selten klettern die adulten Tiere bei Sonnenschein an den Pflanzen hoch. Es treten pro Jahr zwei Generationen auf, von denen die adulten Wanzen von Ende Mai bis Mitte Juli und von Juli bis September beobachtet werden können. An weniger warmen Orten kann sich die Entwicklung um ein Monat verzögern. Die Überwinterung erfolgt als Ei.

## Belege